# Wayne (Nowy Jork)
Wayne – miasto w Stanach Zjednoczonych, w stanie Nowy Jork, w hrabstwie Steuben.